# Streptomyces avermitilis
Streptomyces avermitilis (лат.) — вид актиномицетов из рода стрептомицетов (Streptomyces).
Полное исследование генома бактерии было завершено в 2003 году. Геном образует линейную, а не кольцевую хромосому, как большинство других бактерий.
Из мицелиальной массы Streptomyces avermitilis (штамм ВНИИСХМ-54 или штамм ВНИИСХМ-51) получают авермектины используемые как основное действующее вещество в широко применяемых препаратах против нематод и членистоногих, в том числе «Фитоверм», «Вертимек» (Vertimec), «Абак», «Зефир» (Zephyr) и др.

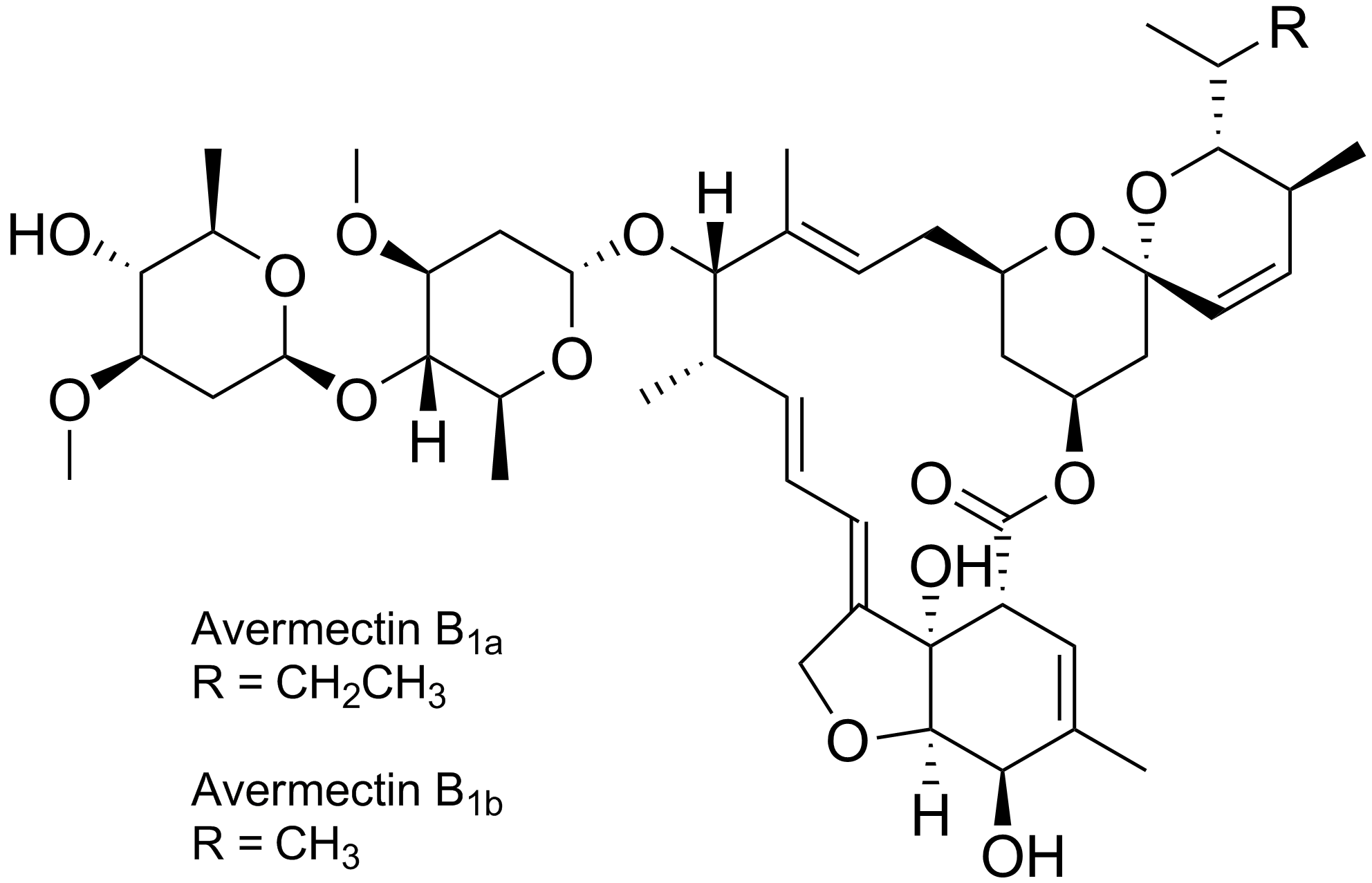
Молекулярная структура авермектинов